# Pterodaktyle
Pterodaktyle (Pterodactyloidea) – jeden z dwu podrzędów pterozaurów (Pterosauria). Żyły od późnej jury do końca kredy. Charakteryzowały się krótkim ogonem, wydłużonymi szyją i głową oraz szerokimi skrzydłami. Do tej grupy należały pterozaury bardzo zróżnicowane pod względem wielkości – zarówno największe latające zwierzę w dziejach – Quetzalcoatlus z późnej kredy, którego rozpiętość skrzydeł wynosiła 12–14 m, jak i Pterodactylus, osiągający zaledwie 50–75 cm.

## Klasyfikacja[1]
- Podrząd pterodaktyle (Pterodactyloidea)
  - Nadrodzina ornitocheiroidy (Ornitocheiroidea)
    - Rodzina istiodaktyle (Istiodactylidae)
    - Rodzina ornitocheiry (Ornitocheiridae)
    - Rodzina pteranodonty (Pteranodontidae)

  - Nadrodzina Ctenochasmatoidea
    - Rodzina Ctenochasmatidae
      - Podrodzina Ctenochasmatinae
      - Podrodzina Gnathosaurinae
      - Incertae sedis: Cycnorhamphus, Feilongus, Pterodactylus

  - Nadrodzina Dsungaripteroidea
    - Rodzina Dsungaripteridae
    - Incertae sedis: Germanodactylus, Herbstosaurus, Kepodactylus, Normannognathus, Tendaguripterus

  - Nadrodzina Azhdarchoidea
    - Rodzina Lonchodectidae
    - Rodzina azdarchy (Azhdarchidae)
    - Rodzina tapejary (Tapejaridae)
      - Podrodzina Tapejarinae
      - Podrodzina Thalassodrominae

  - Incertae sedis: Araripesaurus, Mesadactylus, Mythunga, Nemicolopterus, Puntanipterus, Santanadactylus